# Eutomopepla bipars
Eutomopepla bipars är en fjärilsart som beskrevs av W. Warren 1906. Eutomopepla bipars ingår i släktet Eutomopepla och familjen mätare. Inga underarter finns listade i Catalogue of Life.